# Жузе Себаштіан д'Альмейда Нету
Жузе Себаштіан де Алмейда Нету (порт. José Sebastião de Almeida Neto; 20 січня 1841, Лагуш, Португалія — 7 грудня 1920, Вільяріньо (недалеко від Севільї), Іспанія) — португальський кардинал, францисканець. Єпископ Анголи і Конго з 22 вересня 1879 по 9 серпня 1883 року. Дванадцятий Патріарх Лісабона з 9 серпня 1883 року по 7 листопада 1907 року. Кардинал-священик з 24 березня 1884 року, з титулом церкви Санті-XII-Апостолі з 10 червня 1886 року. Кардинал-протопресвітер з 22 липня 1902 по 7 грудня 1920 року.